# Live 8

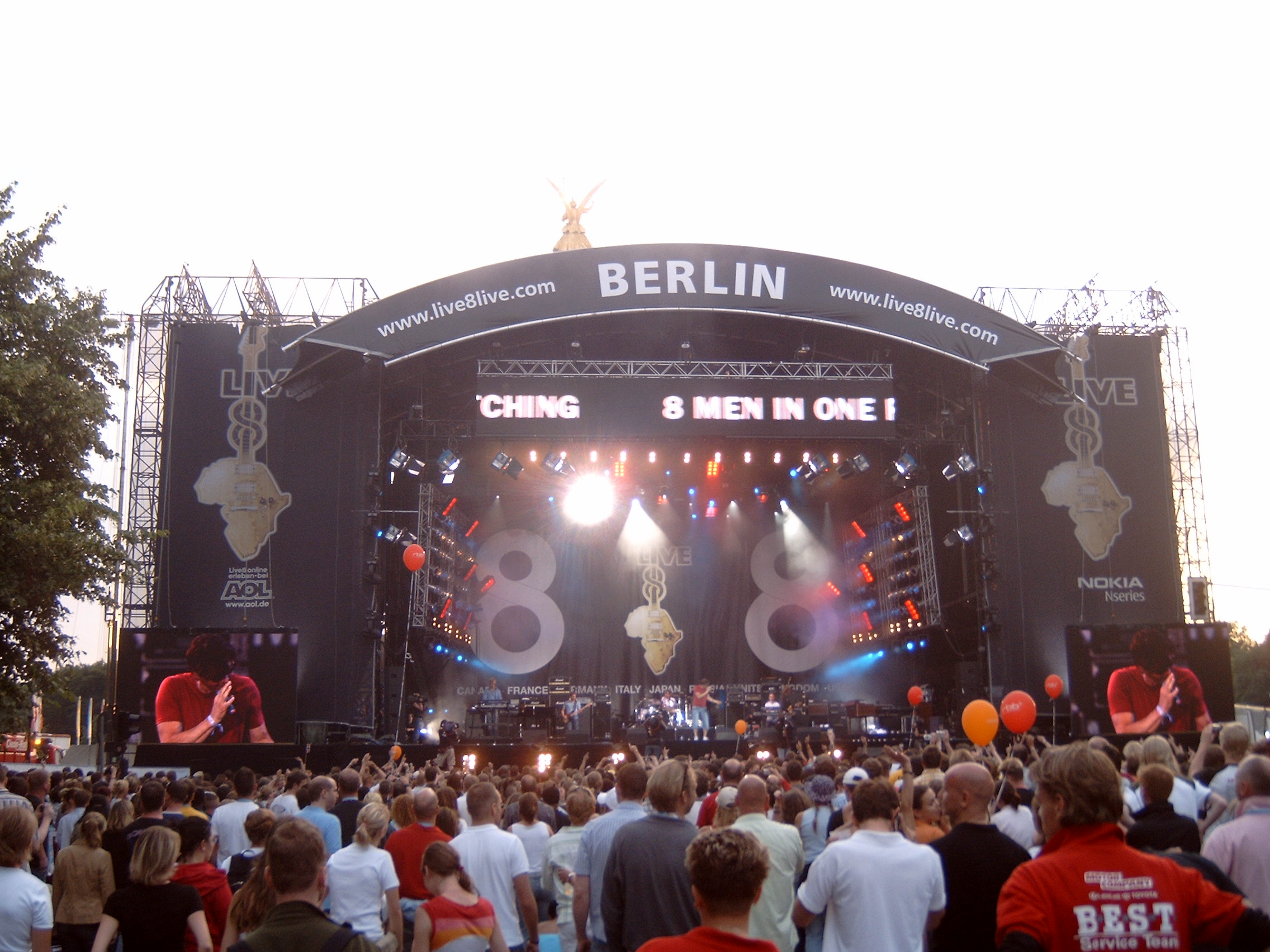
A-ha på Live 8-konserten i Tiergarten, Berlin.

Live 8 är en serie av konserter som gick av stapeln 2 juli 2005 med konserter i alla G8-länder samt Sydafrika. Live 8 kan ses som en efterföljare till Live Aid. Arrangemangets syfte är att förmå G8-ländernas ledare att bryta världens fattigdom genom skuldavskrivningar, bättre bistånd och rättvisare handelsregler. En avslutande konsert hölls i Edinburgh 6 juli, samma dag som G8 inledde sitt toppmöte i Skottland.
Arrangemanget gick av stapeln i London, Tokyo, Berlin, Rom, Johannesburg, Philadelphia, Barrie, Paris och Moskva. Mer än 1 000 musiker framträdde på konserterna, som sändes på 182 TV-kanaler och 2 000 radiokanaler.